# Neo Berlin 2087
Neo Berlin 2087 — майбутня відеогра в жанрі бойовика та рольової гри з елементами стелсу та детективного трилера, що розробляється німецькою студією Elysium Game Studio. Гра створюється на рушії Unreal Engine для платформ PlayStation 5, Xbox Series X/S та ПК.

## Сюжет
Події гри розгортаються у футуристичному кіберпанковому Берліні 2087 року. Місто занурюється в хаос після жорстокого вбивства начальника поліції. Головний герой — детектив Нолан, якому доручають знайти та захистити доньку вбитого, Наталі, оскільки вона може бути ключем до розгадки змови, що загрожує всьому місту. Їхні долі виявляються тісно переплетеними, а історія досліджує теми справедливості, дружби, любові, провини, жертовності та зради.
Свій голос головному герою подарував актор Еліас Туфексіс, відомий за роллю Адама Дженсена в серії ігор Deus Ex.

## Ігровий процес
Neo Berlin 2087 поєднує елементи рольової гри, шутера та стелсу з кінематографічним детективним сюжетом. Гравці зможуть перемикатися між видами від першої та третьої особи для повного занурення.
Ігровий процес передбачає варіативність у підході до завдань: можна використовувати стелс-механіки, щоб уникати прямих зіткнень, або вступати у відкриті перестрілки. Головний герой матиме унікальну здатність проникати у свідомість підозрюваних, щоб витягувати інформацію, аналізуючи їхні емоції, думки та спогади.
Ігровий світ складається з мегаполіса Нео-Берлін, оточеного стінами, та небезпечних пусток навколо нього, де панують ворожі угруповання та несправні машини.

## Розробка
Гра була вперше анонсована у 2021 році під назвою Shadow of Conspiracy: Section 2. Перший геймплейний трейлер був представлений на виставці Gamescom 2023 року, але отримав критику за технічні недоліки. Новий трейлер, показаний на Gamescom 2025, продемонстрував покращену графіку, нові рівні та персонажів.
Точна дата виходу гри наразі невідома.